# 大釈迦バイパス
大釈迦バイパス（だいしゃかバイパス）は、青森県青森市浪岡大字大釈迦地内を通る国道7号バイパスである。

## 概要
青森市浪岡大字大釈迦で国道7号浪岡バイパスから連続、国道101号と交差し、国道7号鶴ヶ坂バイパスと連続、旧国道7号（現:国道101号）と合流する。
建設時にルート上に高館遺跡があり、調査等で開通が当初の予定より遅れた。
当時の国道7号（現:青森県道285号浪岡藤崎線・大釈迦以北は国道101号）の渋滞解消のために計画されたが、信号が3箇所（青森県道231号大釈迦停車場線・国道101号との交差・合流点）増え、朝晩の通勤時間帯や冬期間などはかえって渋滞を招く結果になっている。

## 沿革
- 2004年11月27日 - 開通。

## 沿線の施設など
- やすらぎの駐車帯（出入口は、国道101号側）
- 峠の茶屋（かつては現在の国道101号分岐付近あった）